# Златынка (приток Волхова)
Златынка — река в России, протекает в Волховском районе Ленинградской области. Устье реки находится в 7 км по правому берегу реки Волхов у деревни Иссад. Длина реки составляет 16 км.
На реке стоят деревни Колчановского сельского поселения Будаевщина, Сватковщина и Пенчино. Ниже по берегам реки стоят деревни Иссадского сельского поселения Златынь, Белые Кресты, Весь и Иссад у устья.
От деревни Пенчино и ниже река протекает параллельно автодороге А114 Вологда — Новая Ладога.
Правый приток реки — Малая Златынка.

## Данные водного реестра
По данным государственного водного реестра России относится к Балтийскому бассейновому округу, водохозяйственный участок реки — Волхов, речной подбассейн реки — Волхов. Относится к речному бассейну реки Нева (включая бассейны рек Онежского и Ладожского озера).
Код объекта в государственном водном реестре — 01040200612102000019704.